# عفونت دستگاه تنفسی
عفونت دستگاه تنفسی به هر عفونتی در دستگاه تنفسی اشاره دارد. عفونتی از این نوع غالباً به دو دستهٔ عفونت دستگاه تنفسی تحتانی و عفونت دستگاه تنفسی فوقانی تقسیم می‌شود. عفونت دستگاه تنفسی تحتانی مانند سینه‌پهلو غالباً خیلی جدی‌تر از عفونت دستگاه تنفسی فوقانی مانند سرماخوردگی‌ست.